# Indus-Siegel

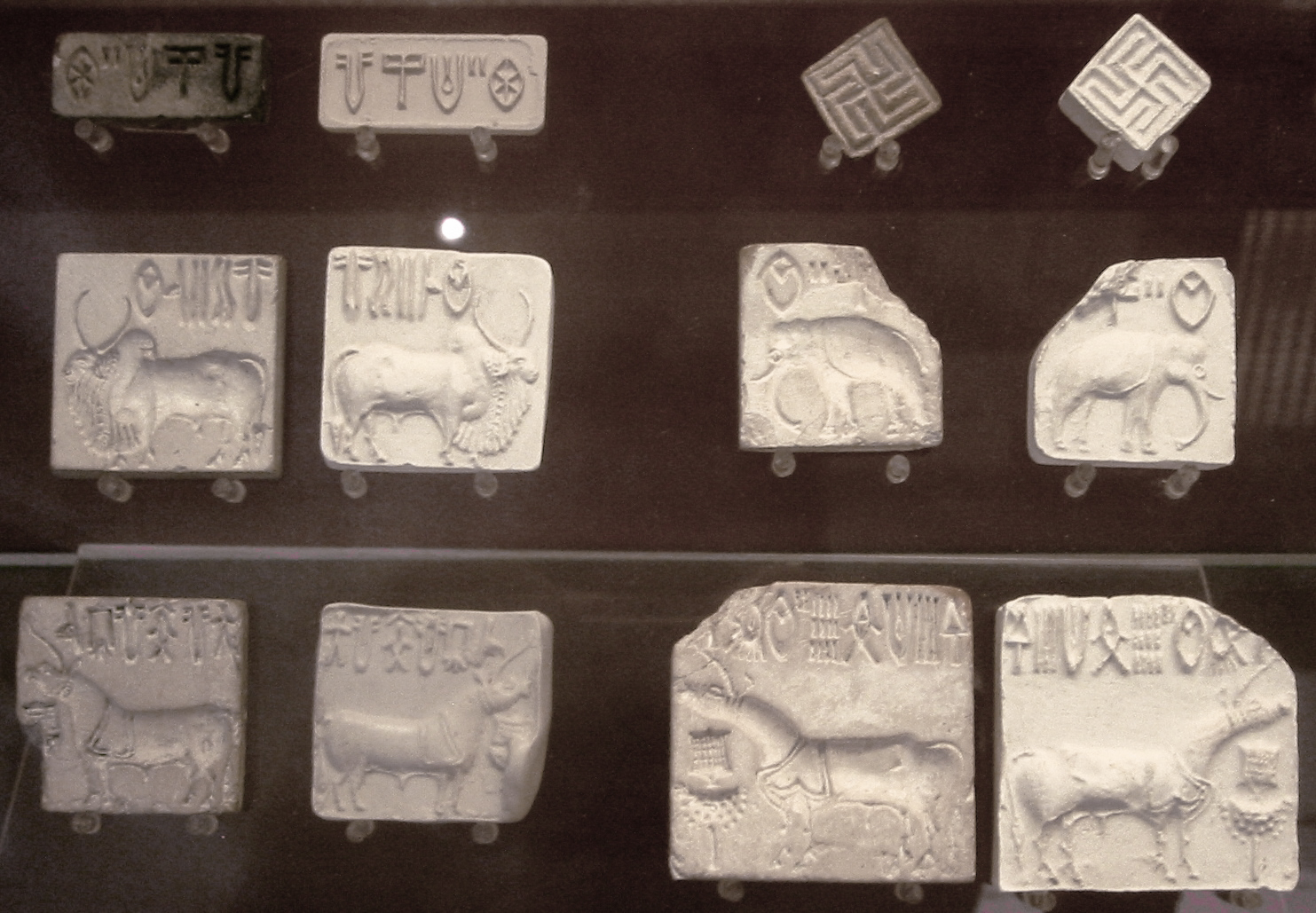
Siegel der Indus-Kultur (Britisches Museum)

Als Indus-Siegel bezeichnet man die von der Indus-Kultur produzierten Siegel. Die Indus-Kultur ist nicht besonders reich an monumentalen Kunstwerken. Es gibt zahlreiche, eher bescheidene Tonfiguren, einige wenige Steinskulpturen und vor allem die Architektur der Städte, die ein hohes kulturelles Niveau belegen. Daneben sind es aber vor allem die zahlreichen Siegel, die als direkter Ausdruck des Kunstempfindens der Indus-Kultur gewertet werden können. Siegel haben in der Kunst Vorderasiens einen hohen Stellenwert. Sie sind oft beschriftet und mit Szenen dekoriert, die wertvolle Hinweise zur Geschichte, Mythologie und sozialen Organisation liefern.
Die ersten Siegel dieser Kultur tauchten 1875 bei den Grabungen von Alexander Cunningham in Harappa auf, wurden aber zu dieser Zeit nicht weiter beachtet. Erst 1912 erregten sie das Interesse der Wissenschaft als das Britische Museum einige dieser Siegel erwarb und sie von J. F. Fleet veröffentlicht wurden. Seitdem sind mehrere Tausend dieser Siegel gefunden worden und sie gelten neben der Architektur als originellste Schöpfung der Indus-Kultur. Sie widerlegen auch, dass die Indus-Kultur monoton und ausdruckslos war, wie es oft behauptet wurde.
Die Indus-Siegel sind meist relativ klein (von ca. 1,5 bis 4 cm², die meisten jedoch um 2,5 cm²) und in der Regel quadratisch. Sie sind zum großen Teil aus Steatit gefertigt, obwohl auch Exemplare aus Fritte, Silber, Marmor, Kalzit, Kalkstein und Ton belegt sind. Auf der Vorderseite befindet sich in der Regel das Bild eines Tieres. Am beliebtesten war das Einhorn, bei dem es sich aber wohl eher um eine stilisierte Darstellung eines Rindes gehandelt hat. Das Einhorn wird so gut wie immer mit einem weiteren Gegenstand dargestellt. Die Identifizierung dieses Objektes, das vor dem Einhorn steht, bereitet Schwierigkeiten. Vielleicht handelt es sich um einen Ständer mit Opfergaben.
Neben dem Einhorn tauchen auf den Siegeln, jedoch viel seltener, andere Tiere als einziges Motiv auf, so z. B. Elefanten, der Tiger und das Krokodil. Seltener sind menschliche Figuren, die meist als Gottheiten interpretiert werden.
Oberhalb dieser Figuren finden sich in der Regel Zeichen der Indus-Schrift. In der Tat sind die Siegel die Hauptquelle für diese Schrift.
Wie verschiedene Funde belegen, sind die Indus-Siegel auch wirklich als Siegel und nicht nur als Amulette benutzt worden. Sie signalisierten offensichtlich Eigentum und Besitz.